# Rebe

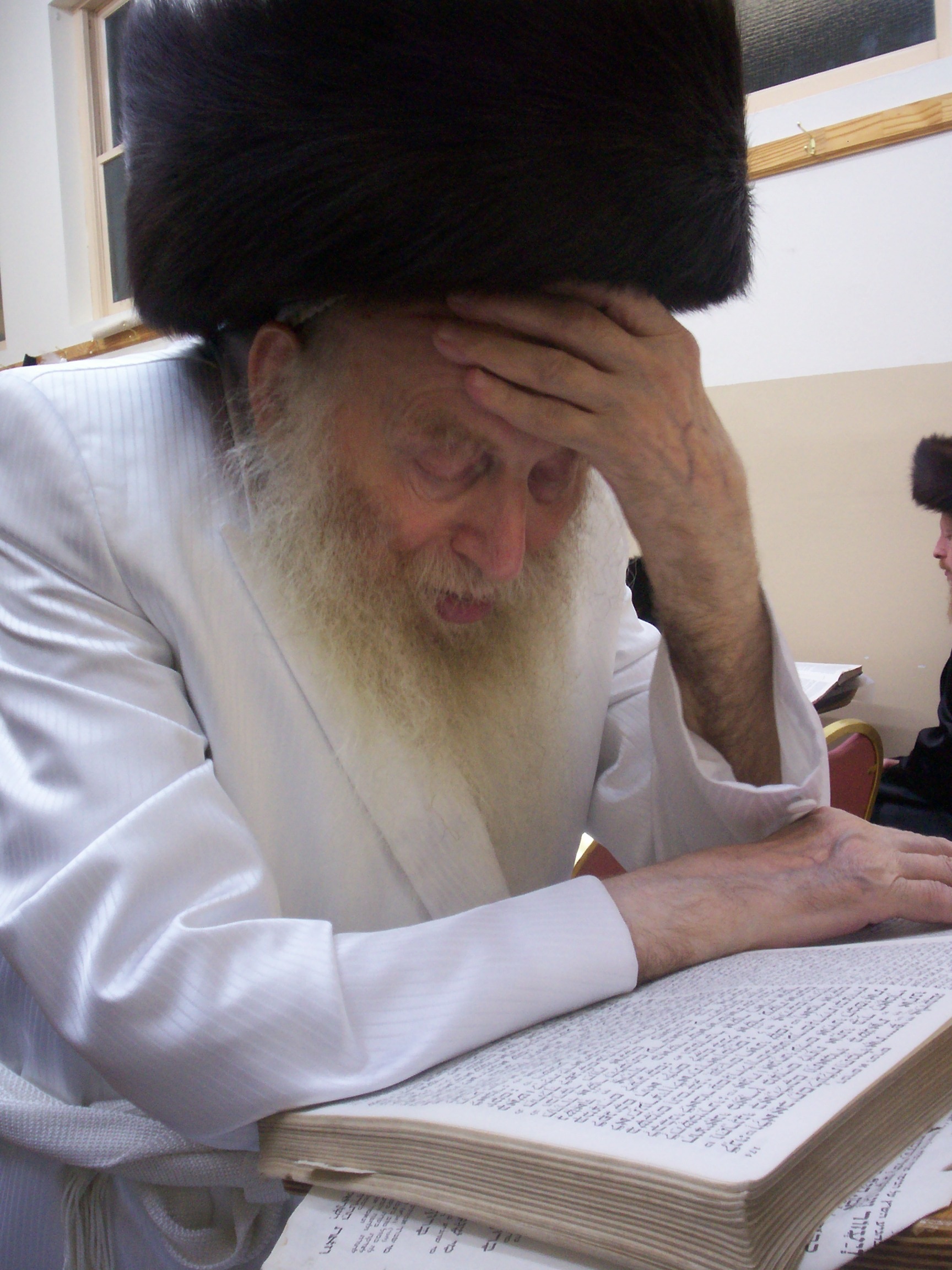
Rebbe Naftali Tzvi Labin de Zidichov

Rebbe ou Rebe (em hebraico:  רבי: /ˈrɛbɛ/ ou /ˈrɛbi/) é uma palavra Yiddish derivada da palavra hebraica rabi, que significa "professor, mestre, mentor " ou literalmente "grande". Como o título "rabino", refere-se a professores da Torá ou líderes do judaísmo.
Na linguagem comum dos tempos modernos, a frase o Rebbe é frequentemente usada especificamente por Hasidim para se referir ao líder do seu movimento hassídico.

## Terminologia e origem
O têrmo iídiche rebbe vem da palavra hebraica rabbi, significando "Meu Mestre", que é a maneira como um estudante se dirige a um mestre da Torá. Foi um honorífico originalmente dado àqueles que tinham Semichá nas eras farisaicas e talmúdica. Uma vez que as vogais não eram escritas na época, é impossível saber historicamente se era pronunciado rah-bi (/ˈrɑːbi/) ou r-bi (/ˈrɛbi/). A palavra portuguesa rabi vem diretamente desta forma. Em iídiche, a palavra se torna reb-eh (/ˈrɛbɛ/)—agora normalmente escrita 
rebbe (/ˈrɛbə/—ou simplesmente reb (/ˈrɛb/). A palavra mestre רב rav literalmente significa "grande homem").
Os Sábios da Mishnah conhecidos como os Tannaim, dos séculos I e II da era comum, eram conhecidos pelo título Rabi (/ˈræbi/) (por exemplo Rabi Akiva e Rabi Shimon bar Yochai). Rabbi Yehuda HaNasi, o líder dos judeus nos tempos mishnaicos, era simplesmente chamado Rabi (/ˈræbi/), como sendo o rabi por excelência de sua geração.
Os Sábios do Talmude conhecidos como os Amoraim, a partir do 3º, 4º e início do 5º séculos, aqueles nascidos na Terra de Israel são chamados Rabi (/ˈræbi/); aqueles nascidos na diáspora são conhecidos pelo título Rav (/ˈrɑːv/).

## Uso
Hoje, rebbe é usado das seguintes maneiras:
1. Rabi, um professor de Torá – estudantes em uma Yeshiva ou chêder estudantes (escola primária), quando conversando com seu professor, devem se dirigir a ele com o honorífico Rebbe, como o equivalente iídiche-alemão para a palavra hebraica rabi (רַבִּי rabi).
2. Mentor pessoal e professor—O principal Rosh Yeshiva de uma pessoa, um professor, ou mentor, da Yeshiva, que ensina  ele ou ela o Talmud e a Torá e dá orientação religiosa, é referido como rebbe (/ˈrɛbə/[1]), também como equivalente ao termo "rabi".
3. Líder espiritual—O chefe espiritual de um movimento hassídico é chamado de rebbe (/ˈrɛbə/[1]). Seus seguidores se dirigem a ele como "O Rebbe" ou se referem a ele quando falam com os outros como "o Rebbe" ou "meu Rebbe". Ele é referido por outros como o Rebbe de um Hasidut particular. Em hebraico, o Rebe Hassídico é muitas vezes referido como um AdMoR, que é uma abreviação para Adoneinu, Moreinu, veRabbenu ("Nosso mestre, nosso professor e nosso rabi"). Por escrito, este título é colocado antes do nome do Hasidut, como em "Admor de Belz"; ao passo que o título Rebbe vem depois do nome do Hasidut quando usado como um adjetivo, como em "Lubavitcher Rebbe", "Amshinever Rebbe", e todo rebe de toda dinastia hasídica. No mundo Litvishe, quando não se referindo a um rebe hassídico (/ˈrɛbə/[1]), a palavra pode ser pronunciada "rebi" (/ˈrɛbi/). Judeus sefarditas podem pronunciá-lo como "Ribi" (/ˈriːbi/). Os hasidim de Lubavitch têm a tradição de que as letras hebraicas que compõem a palavra rebe (/ˈrɛbi/) também são um acrônimo para "Rosh Bnei Yisroel", significando "uma cabeça espiritual dos Filhos de Israel".

Um rabino comunal comum, ou "rebbe" em iídiche, é às vezes distinto de um rav (/ˈræv/ também pronunciado rov /ˈrɒv/ por judeus de origem da Europa Oriental ou da Rússia), que é um juiz haláquico mais autoritário. Uma função significativa de um  rav  é responder a perguntas de Halacá (corpus da lei judaica), mas ele não é tão autoritário quanto um "posek". A forma curta reb é um honorífico para homens judeus ortodoxos, que são mais propensos a ter profundo conhecimento do Talmud e Torá, ao contrário dos judeus pertencentes as correntes Reconstrucionista, Reformada ou conservadora. Originalmente, esse título foi acrescentado aos nomes dos judeus na época do cisma com a seita caraíta, como um sinal de lealdade à tradição rabínica original, conhecida hoje como Judaísmo Ortodoxo.

## Hasidismo
Como regra, entre os hasidim, rebbe (/ˈrɛbə/) é referido em hebraico como admor (pl. admorim), uma abreviação para o  hebraico adoneinu moreinu v'rabeinu, significando 'nosso mestre, nosso professor e nosso rabino', que é agora a palavra hebraica moderna em Israel para rebbe.
Os hasidim também usam o termo rebbe (/ˈrɛbə/) de uma maneira mais elevada, para denotar alguém que eles percebem não apenas como o líder religioso ou nasi de sua congregação, mas como seu conselheiro espiritual e mentor. 
O Rebbe ou meu Rebbe neste sentido é um rav ou rabbi cujos pontos de vista e conselhos são aceitos não apenas em questões de direito e prática religiosa, mas em todas as arenas da vida, incluindo questões políticas e sociais. Às vezes, um hasid tem um "rebbe" como seu guia espiritual e um "rav" adicional para decisões sobre questões de "halachá".
Os hasidim usam o conceito de um rebbe (não-hassídico) no simples sentido de rabbi, como o equivalente iídiche-alemão para a palavra hebraica רַבִּי rabi. Por exemplo: "Eu pedirei ao meu rebbe (/ˈrɛbə/), Rabi (/ˈræbaɪ/) Ploni (fulano de tal), por conselhos sobre este assunto pessoal." 

## O Rebbe Hassídico
Um Rebbe Hassídico (/ˈrɛbɛ/) é geralmente considerado como um grande líder de uma dinastia hassídica, também referido como um "Grande Rabi" ou um ADMOR, um acrônimo hebraico para Adoneinu-Moreinu-veRabbeinu ("nosso senhor/mestre, professor, e rabi"). Fora dos círculos hassídicos, o termo "Grande Rabi" tem sido usado para se referir a um rabi com um status espiritual mais elevado. A prática tornou-se difundida nos Estados Unidos no início de 1900, quando os Rebes hasídicos começaram a emigrar para os Estados Unidos e foi derivada do Alemão Grossrabbiner.